# ZX 81
Sinclair ZX 81 ime je za kućno računalo koje je razvila engleska tvrtka Sinclair Research i koje je pojavilo na tržištu Ujedinjenog Kraljevstva 1981. Pojavio se kao nasljednik prijašnjeg modela ZX 80. Bilo je to prvo računalo čija je cijena uopće bila ispod 100 USD.
Arhitektura ZX 81 bila je slična prijašnjem modelu: mikroprocesor NEC klon Ziloga Z80, 1Kb RAM, 8Kb ROM, ugrađeni Sinclair BASIC. Sinclair Research je projektirao osnovnu ploču tako da je na matičnoj ploči bilo samo 4 integrirana kruga: mikroprocesor, jedan integrirani krug za RAM, jedan za ROM, i posebno naručeni integrirani krug Ferranti ULA (sada se ovakvi integrirani krugovi zovu ASIC). 
Bilo je poznato i po svojoj senzorskoj tipkovnici, koju nije bilo moguće popravljati, već isključivo zamijeniti novom. Koristio je (poput ZX80, a kasnije i Spectruma) načelo brzoga unosa naredbi BASIC-a jednim pritiskom na tipku (npr. G - GO TO, J -LOAD itsl.), koje kasnije nije zadržano kod PCa, jer su računala prestala imati ugrađeni BASIC u ROM-u.
ZX81 bilo je i prvo popularno računalo koje se pojavilo u Hrvatskoj i počelo ulaziti u domove tadašnjih gimanzijalaca, hobista, inženjera i drugih entuzijasta. Spajalo se na običan kazetofon gdje se na kazetama moglo snimiti veći broj programa. Iako je u osnovnoj inačici dolazilo samo s 1 Kb radne memorije, zadivljujuće je kako se veliki broj igara pojavio za tako skromnu memoriju (rudimentarni Space Invaders, "Scramble"...). Pravi procvat programiranje i igranje na tome računalu doživjelo je upotrebom memorijskog proširenja od 16 Kb (poput prvoga Spectruma), a listinzi brojnih igara tiskali su se u specijaliziranim časopisima, pa čak i na području bivše Jugoslavije. Bilo je to vrijeme igranja "Flight Simulatora", labirintskih igara i avantura. Računalo se povezivalo na običan televizor, a tvrtka Sinclair je ponudio i nekoliko nadogradnji od kojih je najpoznatiji termalni printer. Veliki broj vlasnika ZX81 kasnije je nastavio sa snažnijim modelima Sinclair-a poput ZX Spectruma, ali i drugih poznatih tvrtki poput Commodorea (Commodore VIC-20, Commodore 64), pa i Atarija (npr. Atari 400).

### Sinclair ZX81
Predstavljen: u ožujku 1981. 

Cijena: 149.95 USD za složeni, 99.95 USD za model u kitu 

Prodano: 500.000 u prvih 12 mjeseci 

CPU: NEC Z-80A, 3.25MHz 

RAM: 1 Kb, 64 Kb maksimalno 

Ekran: 22 X 32 točaka, spajao se na C/B TV

Ulazi: za dodatnu memoriju i kazetofon 

Periferije: Sinclairov termalni printer, vanjski RAM 

OS: ROM BASIC 

(izvor: Old Computers Net)

### Vanjske poveznice:
- Old computers net
- ZX81 Page